# Dies nefastus
Dies nefastus; dies nefasti (с лат. — «неприсутственный день») — дни религиозных праздников в римском календаре, когда общественными, судебными делами заниматься было запрещено. Противоположное понятие — dies fasti (присутственный день). Такое деление восходит к римской религиозной традиции, где понималось таким образом, что регламентированное время было неблагоприятным для деятельности, так как в эти дни боги не оказывали помощи.

## История
Согласно римскому календарю, в пределах системы отсчёта внутри месяца (календы, иды и ноны) в области общественной деятельности дни подразделялись на dies fasti (присутственные, разрешённые дни), nefasti (неприсутственные, запретные дни), intercisi (разделённые дни, когда дозволялась деятельность в определённое время) и atri (чёрные дни, в которые было запрещено приступать к каким-либо начинаниям). Такая классификация представлена в труде Марка Теренция Варрона «О латинском языке» (De lingua Latina), тесно связанным с областью действия частного права. По римским традиционным представлениям, разграничение времени на присутственное и неприсутственное, связывалось с деятельностью царя Нумы. Однако в современной историографии считается, что это является более поздним явлением и возникло оно на основе понтификального календаря, в первую предназначенного для упорядочивания общественной и личной деятельности. У Варрона текст, относящийся к понятию dies nefasti, состоит из двух комментариев. В первом из них, он даёт объяснение dies nefasti как термина, противоположного dies fasti, и описывает его посредством недопустимости совершения legis actio (иск по закону). Во втором случае, автор объясняет понятие на основе вынесения преторского решения в запретные дни, основываясь на признанной репутации понтифика Квинта Муция Сцеволы, который толковал случаи нарушения преторами запрета (умышленного и неумышленного) на ведение дел в определённые дни. Для десакрализации понятия Варрон приводит этимологию fas от fari (говорить). Такая взаимосвязь должна была способствовать с точки зрения автора благоприятному исходу общественного начинания. Считается, что fari, в данном случае, соотносится со значением глаголов, представленных в преторской формуле: do, dico, addico (даю, говорю, присуждаю).
По наблюдению Теодора Моммзена, dies fasti в году насчитывалось 45, а dies nefasti — 48. Для этих (и других) дней в календарях употреблялись специальные сокращения: для dies fasti — F, для dies nefasti — N и NP.